# Beeravara, Magadi
Beeravara là một làng thuộc tehsil Magadi, huyện Ramanagara, bang Karnataka, Ấn Độ.